# Valar Dohaeris
«Valar Dohaeris» es el primer episodio de la tercera temporada de la serie Game of Thrones, de HBO. Escrito por los creadores de la serie David Benioff y D. B. Weiss y dirigido por Daniel Minahan, fue estrenado el 31 de marzo.
El episodio continúa donde la segunda temporada terminó; con los Lannister consolidando su poder en Desembarco del Rey tras los sucesos de ocurridos en la Batalla de Aguasnegras. Mientras tanto Jon se encuentra con Rey-más-allá-del-Muro y Daenerys deja Qarth y desembarca en la Bahía de los Esclavos.
Fue visto por más de 4 millones de espectadores.

## Argumento

### Más allá del Muro
Samwell Tarly (John Bradley) huye de una batalla que aparentemente ha ido muy mal para la Guardia de la Noche. Tropieza con un hombre decapitado y es atacado por un espectro que es liquidado por el lord comandante Jeor Mormont (James Cosmo). Luego este reprende a Sam por no enviar los cuervos alertando al Sur del ejército de espectros.
Jon Nieve (Kit Harington) ve por primera vez un gigante mientras que Ygritte (Rose Leslie) lo escolta a la tienda de Mance Rayder (Ciarán Hinds). Al llegar, Jon confunde a Tormund Matagigantes (Kristofer Hivju) con el rey, pero Rayder se revela ante Jon rápidamente. Éste cuestiona su lealtad, pero lo acepta como uno de los suyos tras escuchar su historia.

### En Desembarco del Rey
Tyrion Lannister (Peter Dinklage), herido en la Batalla de Aguasnegras, ha estado encerrado en una pequeña habitación desde entonces. Su padre ha acaparado toda la gloria de haber vencido a Stannis en la batalla. Cersei (Lena Headey), su hermana, lo visita para preguntarle qué le dirá a su padre cuando le visite. Luego, cuando Tyrion visita a su padre y nueva Mano del Rey, Lord Tywin (Charles Dance), demanda ser reconocido como el heredero de Roca Casterly y como el verdadero vencedor de la batalla. Tywin le espeta que es una vergüenza para la familia y que jamás heredará Roca Casterly.
Petyr Baelish (Aidan Gillen) le informa a Sansa Stark (Sophie Turner) que sus negocios lo llevarán próximamente lejos de la capital y que si Sansa lo mantiene en secreto, él la podría ayudar a escapar de Desembarco del Rey.
El rey Joffrey (Jack Gleeson) y lady Margaery (Natalie Dormer) pasean por Lecho de Pulgas en una caravana. Lady Margaery se detiene en un orfanato para conversar y consolar a los niños que han perdido a sus padres.

### En la bahía de Aguasnegras y en Rocadragón
Davos (Liam Cunningham) ha sobrevivido a la Batalla de Aguasnegras varado sobre una roca grande en la bahía de Desembarco del Rey. Es rescatado por el pirata Salladhor Saan (Lucian Msamati), su viejo amigo. Se revela que el hijo de Davos, Matthos, está muerto, que Stannis (Stephen Dillane) está recluido en Rocadragón y que Melisandre (Carice van Houten) está quemando personas vivas en el castillo. Al llegar al castillo, Davos pierde el control e intenta asesinar a Melisandre y entonces es encarcelado en las mazmorras.

### En Harrenhal
Robb Stark (Richard Madden) llega al castillo en ruinas de Harrenhal esperando entablar combate con los Lannister. Sin embargo, descubren que Gregor Clegane ha abandonado el castillo y que ha asesinado a más de doscientos prisioneros. Roose Bolton (Michael McElhatton) le asegura a lord Karstark (John Stahl) que Jaime Lannister será atrapado pronto, ya que sus mejores cazadores están en su búsqueda. Robb encuentra un superviviente llamado Qyburn (Anton Lesser).

### Al otro lado del Mar Angosto
Daenerys (Emilia Clarke) desembarca en la Bahía de los Esclavos con la idea de comprar un ejército de soldados eunucos, conocidos como los Inmaculados. Ella y ser Jorah (Iain Glen) presencian una muestra de la fortaleza de los soldados, pero Daenerys queda muy apenada por el trato que les dan a los esclavos. Mientras caminan por un mercado cercano, un brujo, disfrazado de niña, intenta asesinar a Daenerys, pero su intento es frustrado por un encapuchado Barristan Selmy (Ian McElhinney), quien le jura lealtad.

## Guion
El guion de «Valar dohaeris» fue escrito por los creadores y showrunners de la serie: David Benioff y D. B. Weiss.
El título del episodio es Alto Valyrio, un idioma ficticio, y se traduce como «Todo hombre tiene que servir». Se trata de la respuesta, dentro de la ficción narrada en la saga literaria, al dicho valar morghulis —«Todos los hombres mueren»—, que se corresponde con el título del episodio anterior.

## Reparto
Veintiuno de los veintiocho actores que forman parte del reparto principal de la tercera temporada aparecen en este episodio:
- Peter Dinklage como Tyrion Lannister.
- Lena Headey como Cersei Lannister.
- Emilia Clarke como Daenerys Targaryen.
- Kit Harington como Jon Nieve.
- Richard Madden como Robb Stark.
- Iain Glen como Jorah Mormont.
- Michelle Fairley como Catelyn Stark.
- Aidan Gillen como Petyr «Meñique» Baelish.
- Charles Dance como Tywin Lannister.
- Liam Cunningham como Davos Seaworth.
- Stephen Dillane como Stannis Baratheon.
- Carice van Houten como Melisandre.
- Natalie Dormer como Margaery Tyrell.
- John Bradley como Samwell Tarly.
- Jack Gleeson como Joffrey Baratheon.
- Sophie Turner como Sansa Stark.
- Oona Chaplin como Talisa Stark.
- Sibel Kekilli como Shae.
- Rose Leslie como Ygritte.
- James Cosmo como Jeor Mormont.
- Jerome Flynn como Bronn.

El episodio introduce al actor Ciarán Hinds como Mance Rayder, el líder de los salvajes y desertor de la Guardia de la Noche. Los productores explicaron que elegir un actor para Rayder fue una tarea difícil porque este es un hombre que ha logrado ser Rey-más-allá-del-Muro no por derecho de nacimiento, sino convenciendo a todas las tribus que se unieran bajo su liderazgo. No habían encontrado un actor con el carisma para representarlo.

## Rodaje
La producción continuó utilizando los estudios Paint Hall en Belfast para la mayoría de las escenas en interiores. Las escenas con Daenerys en el mar fueron filmadas en Linen Mill Film & Television Studios en Banbridge, utilizando la misma embarcación de Theon y Stannis.
La antigua ciudad de Dubrovnik siguió siendo utilizada para filmar las escenas de Desembarco del Rey.

## Recepción

### Audiencia
HBO emitió «Valar dohaeris» por primera vez el 31 de marzo de 2013. Según los primeros datos publicados al día siguiente, el episodio fue visto por 4,4 millones de espectadores, un 13% más de audiencia con respecto al primer episodio de la segunda temporada. Esta cifra ascendió hasta los 6,7 millones teniendo en cuenta las dos repeticiones emitidas esa misma noche. Ambas supusieron récords de audiencia de la serie.

### Crítica
En una reseña dada por The Daily Beast, Jace Lacob escribió que el inicio de temporada carece de «energía e intensidad, pero provee de una base necesaria» y por esa razón, como en la novela en que se basa, «le toma un poco para coger el ritmo». Matt Fowler, de IGN, le otorgó al episodio un 8,6 sobre diez y escribió: «a pesar de que compresiblemente no nos muestra a todos, Game of Thrones regresa en forma con dragones, zombis y gigantes».